# 前背鰭荷馬條鰍
前背鰭荷馬條鰍（學名：Homatula anteridorsalis）為輻鰭魚綱鯉形目條鰍科荷馬條鰍屬的其中一種，分布於亞洲中國雲南省薩爾溫江流域，體長可達14.1公分，棲息在水質清澈、礫石底質且流動的河川底層水域，屬雜食性，以藻類、水生昆蟲及有機碎屑等為食，生活習性不明。

## 扩展阅读
維基物種上的相關：前背鰭荷馬條鰍